# Sportivnaja (metrostation Moskou, Sokolnitsjeskaja-lijn)
Sportivnaja (Russisch: Спорти́вная) is een station aan de Sokolnitsjeskaja-lijn van de Moskouse metro. Het is het laatste station in de Stalinistische-barokstijl. 

## Geschiedenis
De verlenging van de Kirovskaja-Froenzenskaja lijn, de huidige Sokolnitsjeskaja-lijn, naar het zuiden werd nog gepland ten tijde van Stalin. In het algemeen ontwikkelingsplan van de Moskouse metro van 1938 was deze Froenzenskaja-radius tussen  Park Koeltoery en de Mussenheuvels opgenomen met een optie voor een verdere verlenging tot Ramenki. Het traject zou geheel ondergronds worden met een tunnel onder de Moskva en het eindpunt zou ongeveer ter hoogte van het huidige station Lomonosovski Prospekt komen. Na de Tweede Wereldoorlog werd gestart met de bouw, de stations Froenzenskaja en Sportivnaja werden nog gebouwd volgens het oorspronkelijke plan. Het traject ten zuiden van Sportivnaja werd in 1954 echter drastisch gewijzigd tijdens het opstellen van het bouwplan voor het Leninstadion, tegenwoordig Olympisch Stadion, en de bijbehorende sportvoorzieningen op de oeverlanden -Loezjniki- tegenover de mussenheuvels. In plaats van het station Loezjniki en de tunnel onder de Moskva kwam aan de oostzijde van het terrein een metrobrug en het verdere tracé naar het zuiden ligt dan ook oostelijker dan in Stalins plannen. Het station dankt zijn naam aan het sportcomplex Loezjniki dat op 31 juli 1956 werd geopend. Sportivnaja werd op 1 mei 1957 geopend als 47e station van de Moskouse metro, door de tijdelijke sluiting van de oorspronkelijke zijlijn waren daarvan echter slechts 43 in gebruik.

## Ligging en ontwerp
Het station heeft twee toegangsgebouwen, het noordelijke ligt aan de Straat van het 10-jarig jubileum van de Oktoberrevolutie. Via deze straat is het Novodevitsjiklooster ten westen van het station bereikbaar. Het zuidelijke toegangsgebouw ligt aan de Chamovnitsjeski Wal tegenover het  Olympisch Stadion. Op de tweede en derde verdieping was tot 25 juli 2016 het metromuseum gevestigd, dat toen is verhuisd naar een ruimte van 800 m2 in station Vystavotsjnaja. Op 10 september 2016 werd naast het stadion het station Loezjniki van de centrale ringlijn geopend. In de aanloop naar het wereldkampioenschap voetbal 2018 werd tussen 25 maart 2017 en 20 maart 2018 het zuidelijke toegangsgebouw gesloten voor een verbouwing. Hierbij werden oude roltrappen en technische installaties vervangen en het aantal poortjes vergroot. De capaciteit van het toegangsgebouw nam hierdoor toe van 21.000 tot 28.000 reizigers per uur. Deze verbouwing was op tijd gereed voor het WK voetbal. De kabelbaan over de Moskva ten zuiden van het stadion, die eveneens voor het WK is gebouwd was echter niet tijdig gereed en was pas op 30 november 2018 beschikbaar voor het publiek. Het ondergrondse deel is een pylonenstation op 42 meter diepte. Het is het laatste station dat gebouwd is in de Stalinistische barokstijl, de stations van de Rizjskaja-radius die een jaar later werd geopend zijn veel minder uitbundig uitgevoerd. De tunnelbuizen van het station zijn bekleed met gietijzeren schachtringen. De middenhal heeft een doorsnee van 9,5 meter en de perronhallen hebben een doorsnee van 8,5 meter. De gewelven worden ondersteund door twee rijen pylonen tussen de doorgangen tussen de middenhal en de perrons. De pylonen zijn bekleed met wit marmer met aan de bovenkant een rand van groen marmer. De verlichting is, zowel in de middenhal als langs het perron, gemonteerd op de pylonen met vier lampen per armatuur. De tunnelwanden zijn betegeld met witte en zwarte tegels, terwijl de wanden bij de roltrappen en de verbindingstunnels zijn bekleed met wit marmer. De vloer bestaat uit zwart, grijs en rood graniet en de gewelven zijn voorzien van asbestcementplaten met een reliëf. 

## Verkeer
Het station was iets meer dan anderhalf jaar het zuidelijke eindpunt van de lijn. De binnenkomende treinen aan de westkant van het perron konden nog een stukje doorrijden ten zuiden van het station en na het keren via een overloop wissel naar de oostkant van het perron rijden voor de terugweg. Door de gewijzigde plannen van het tracé moet een hoogteverschil van ruim 50 meter worden overbrugd in de richting van Vorobjovy Gory. De bochten aan de noordkant van de helling vlak ten zuiden van het perron liggen ver uit elkaar zodat er ruimte is voor een kopspoor, dat alleen toegankelijk is van het westelijke spoor, tussen de sporen. In maart 2002 werden 61,200 instappende en 62.700 uitstappende reizigers per dag geteld. Het station opent om 5:40 uur en sluit om 1:00 uur. De eerste trein naar het centrum vertrekt om 5:47 uur, die naar het zuiden om 5:51 uur.  Behalve de metro doen ook negen bus en trolleybus lijnen het station aan, daarnaast kunnen reizigers overstappen op de centrale ringlijn via station Loezjniki.  

## Galerij

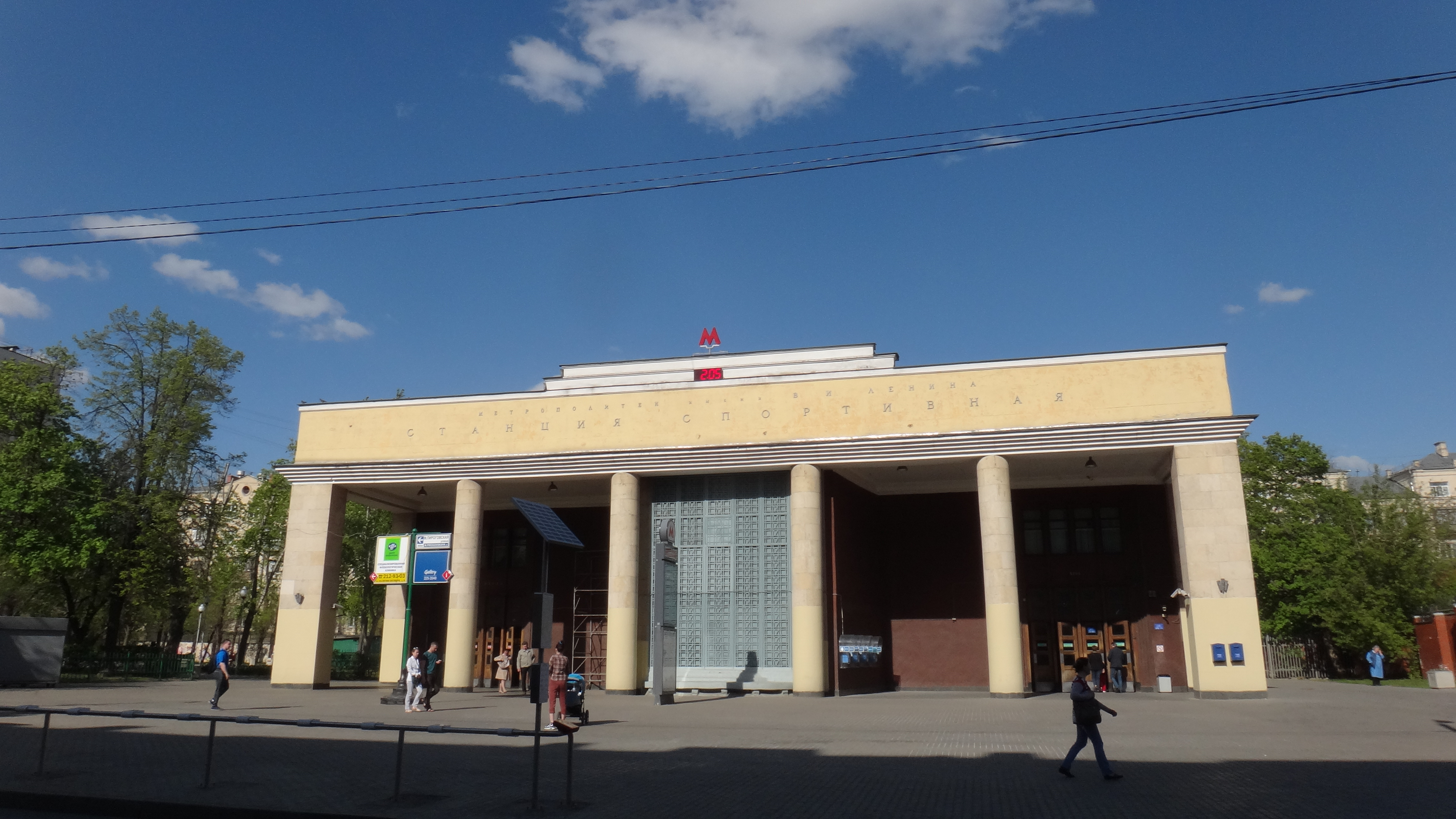
Noordelijke toegangsgebouw
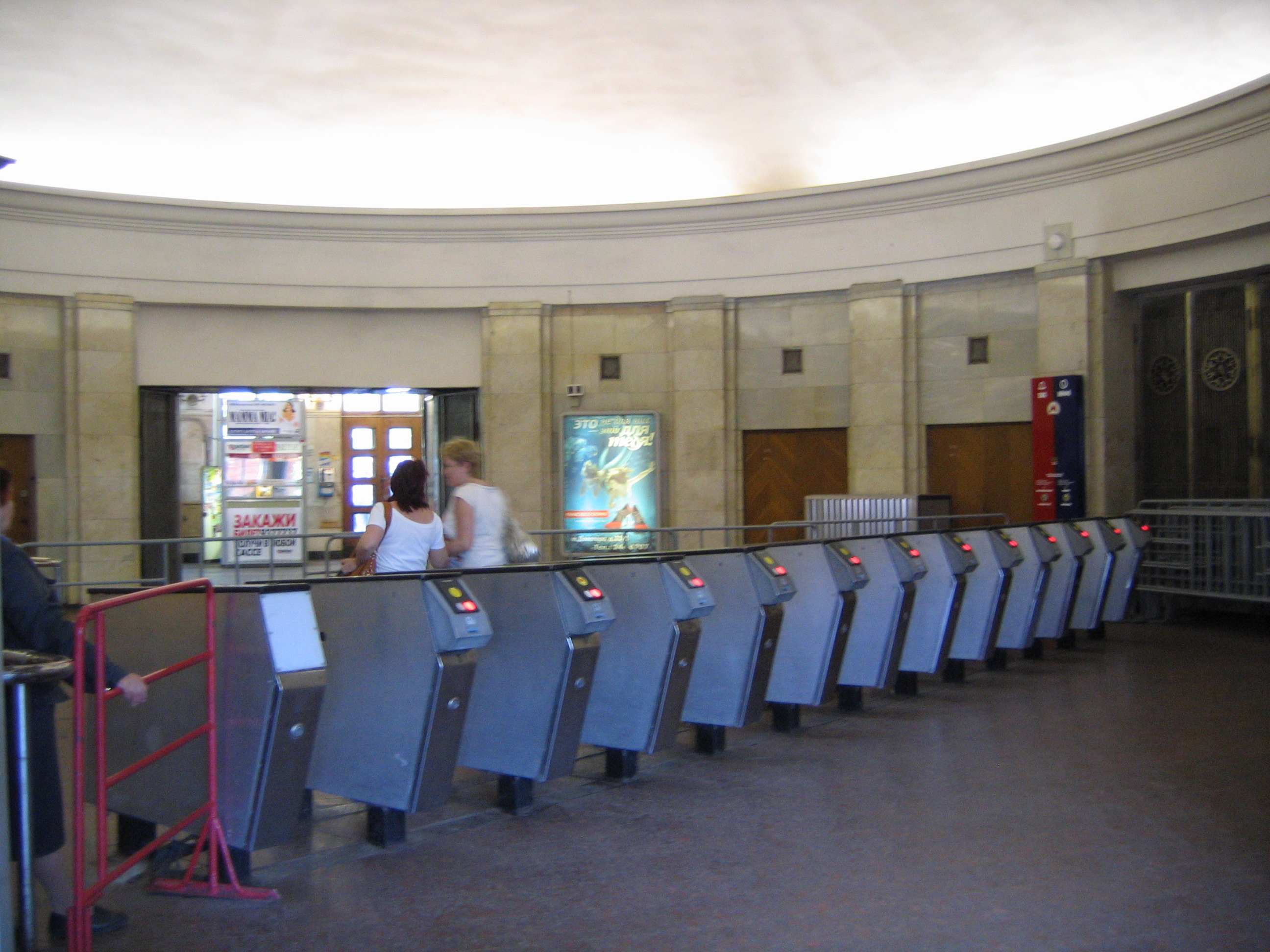
De poortjes bij de noordelijke toegang
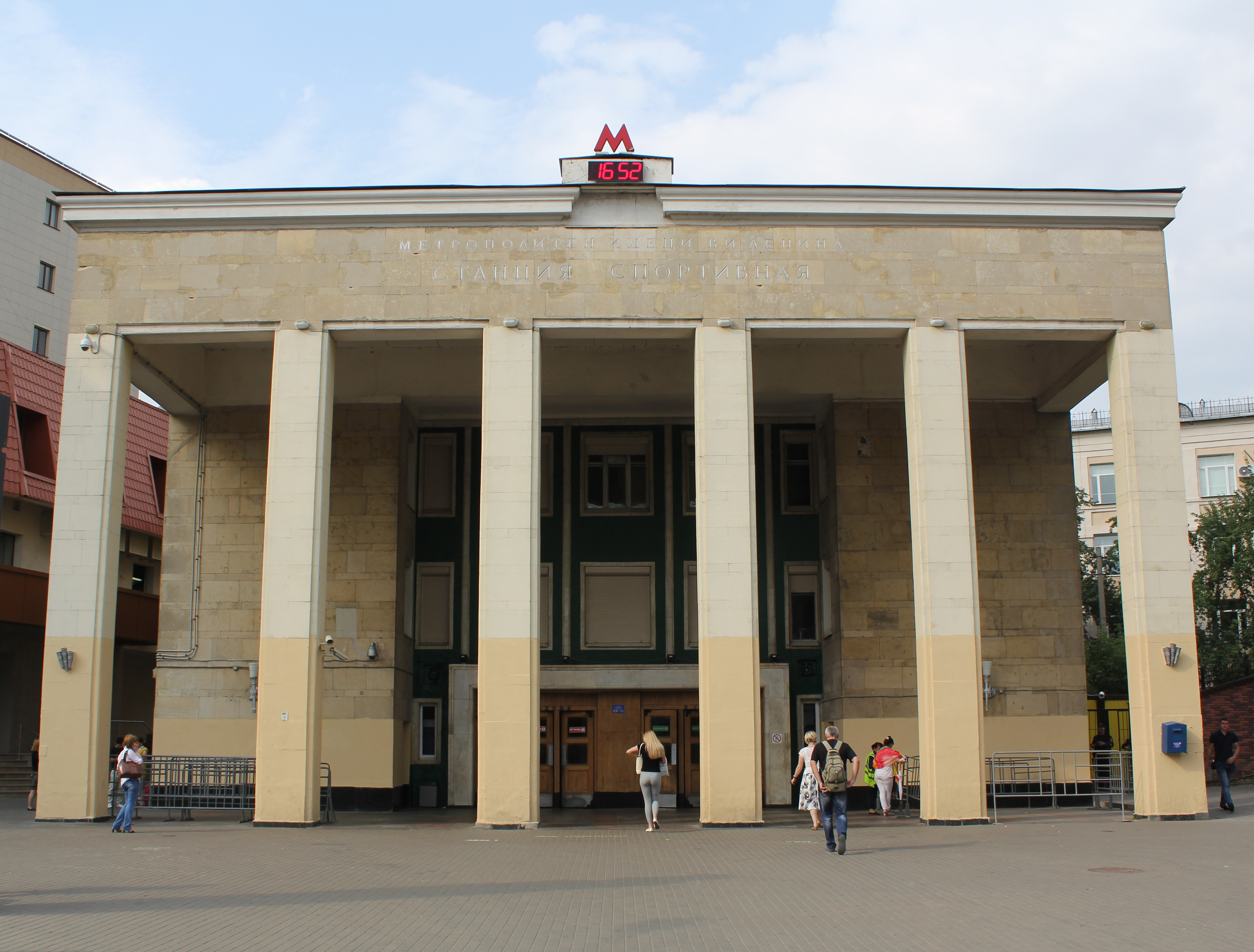
Zuidelijke toegangsgebouw
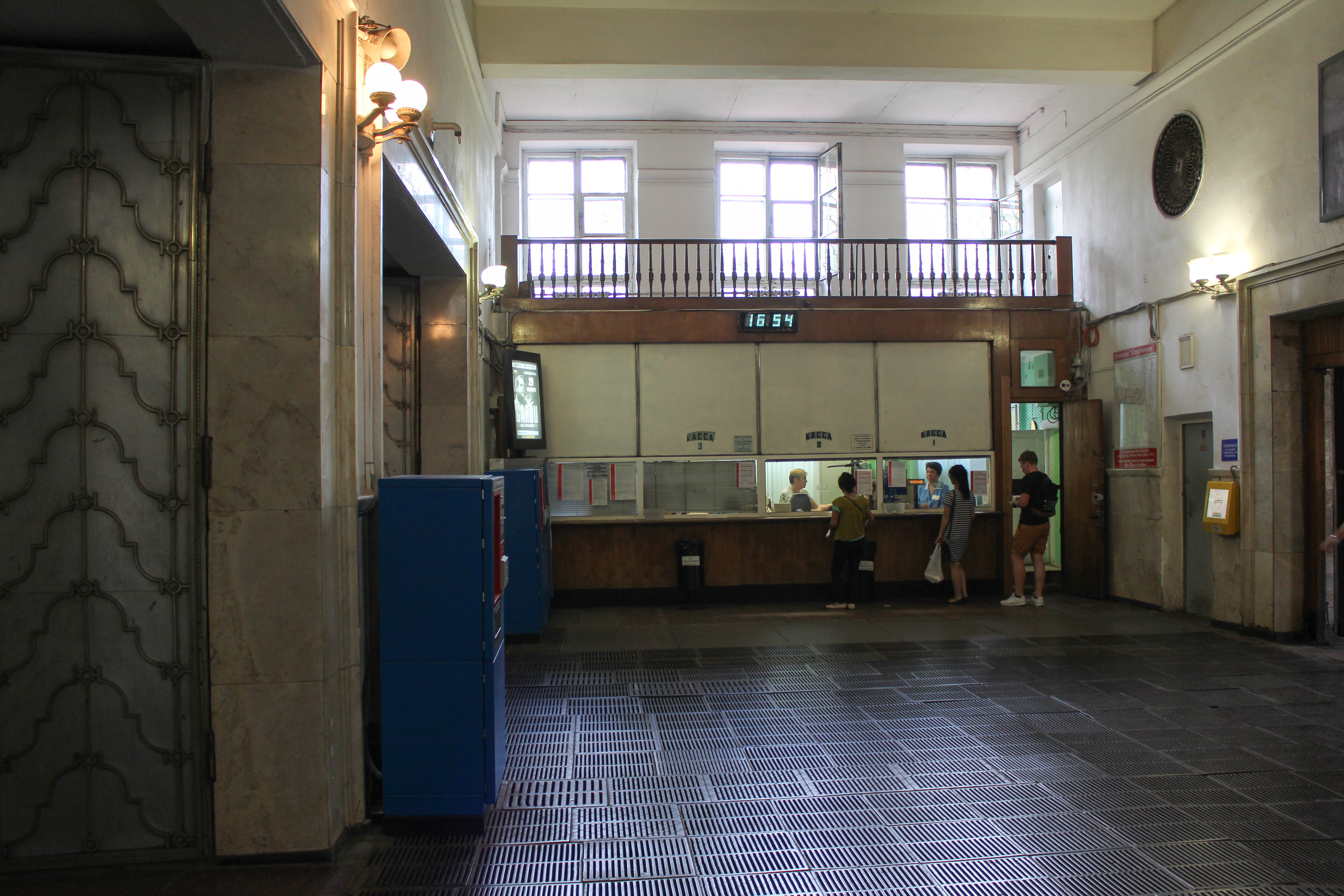
Kaartverkoop bij de zuidelijke toegang
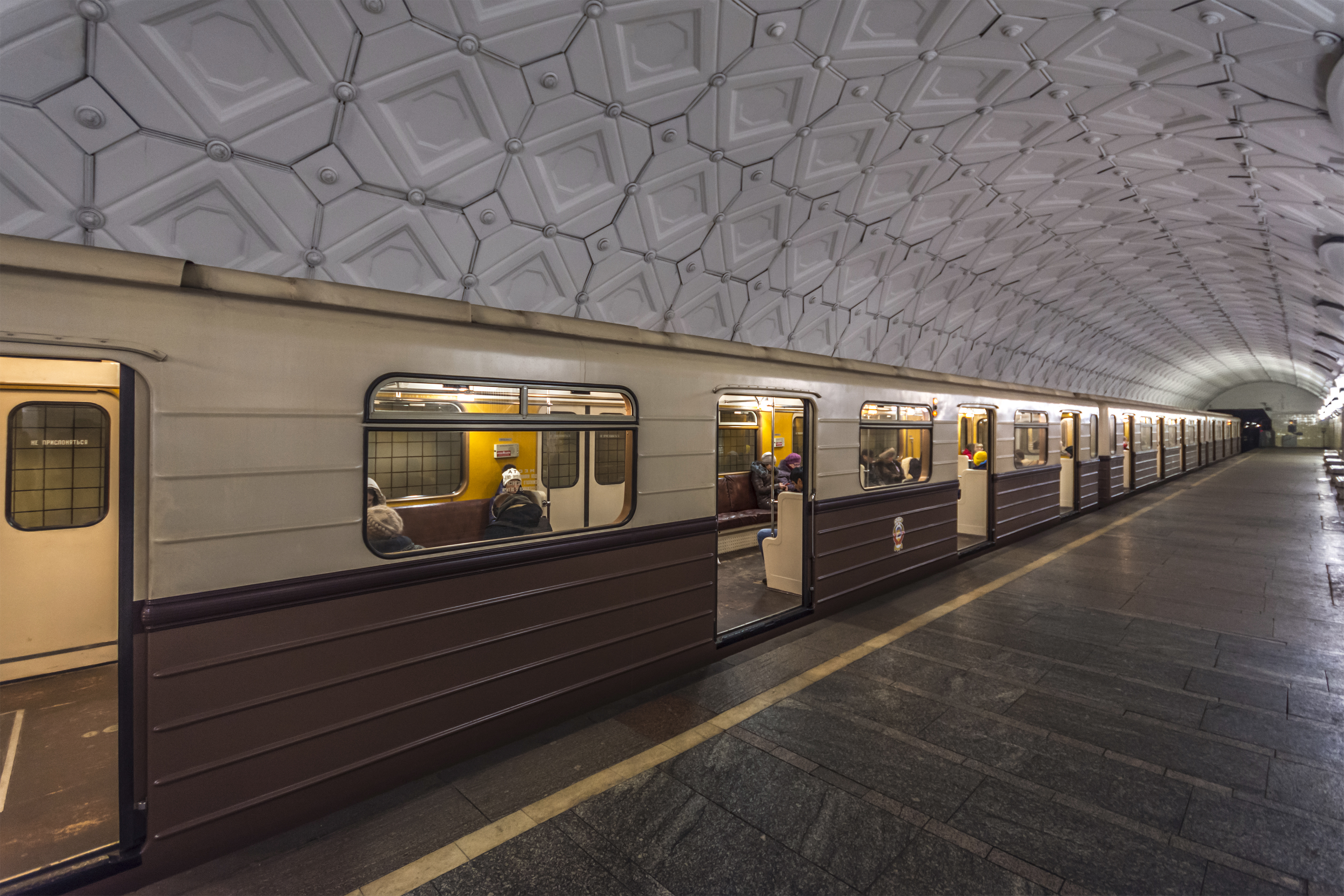
Metro aan het perron
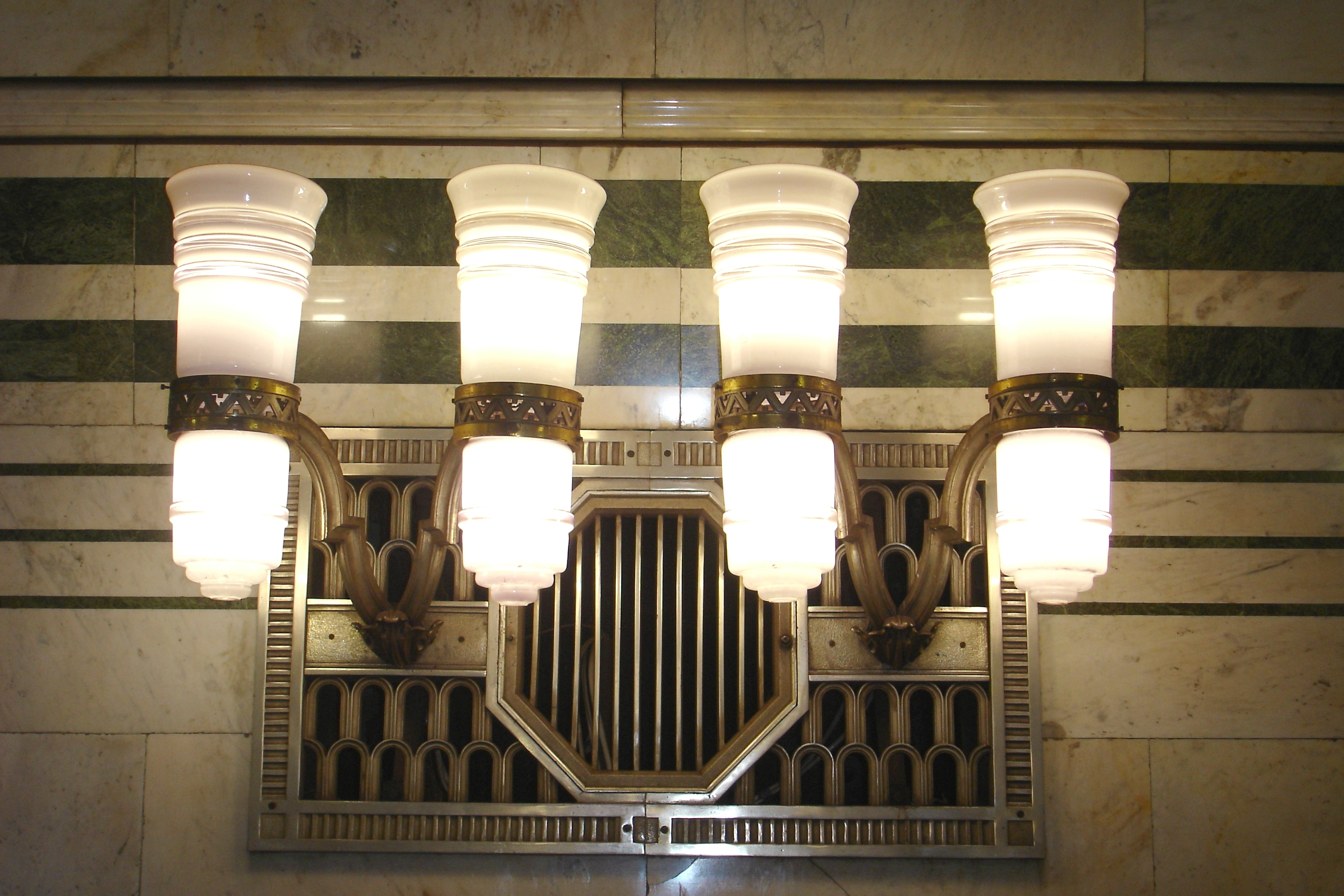
Armatuur met vier lampen